# Таджикистан на літніх Олімпійських іграх 2012
Таджикистан на літніх Олімпійських іграх 2012 був представлений 16 спортсменами (13 чоловіків і 3 жінки) у семи видах спорту.
Мавзуна Чорієва, яка завоювала бронзову медаль, стала першою в історії Таджикистану олімпійською медалісткою і першою в історії Таджикистану жінкою-прапороносцем на церемонії відкриття.

## Нагороди
| Медаль | Спортсмен       | Вид спорту | Дисципліна      |
| ------ | --------------- | ---------- | --------------- |
| Бронза | Мавзуна Чорієва | Бокс       | Жінки, до 60 кг |

## Досягнення спортсменів

### Бокс

#### Чоловіки
| Спортсмен        | Вага     | Перший раунд                   | Другий раунд               | Чвертьфінал        | Півфінал           | Фінал              |                  |
| Спортсмен        | Вага     | Суперник Результат             | Суперник Результат         | Суперник Результат | Суперник Результат | Суперник Результат |                  |
| ---------------- | -------- | ------------------------------ | -------------------------- | ------------------ | ------------------ | ------------------ | ---------------- |
| Анвар Юнусов     | До 56 кг |                                | Оскар Вальдес Поразка 7-13 | Вибув зі змагань   | Вибув зі змагань   | Вибув зі змагань   | Вибув зі змагань |
| Собіржон Назаров | До 75 кг | Муджанджае Касуто Поразка 8-11 | Вибув зі змагань           | Вибув зі змагань   | Вибув зі змагань   | Вибув зі змагань   |                  |
| Джахон Курбанов  | До 81 кг | Яхія ель Мекахарі Поразка 8-16 | Вибув зі змагань           | Вибув зі змагань   | Вибув зі змагань   | Вибув зі змагань   |                  |

#### Жінки
| Спортсмен       | Вага         | Перший раунд       | Чвертьфінал           | Півфінал                 | Фінал              |
| Спортсмен       | Вага         | Суперник Результат | Суперник Результат    | Суперник Результат       | Суперник Результат |
| --------------- | ------------ | ------------------ | --------------------- | ------------------------ | ------------------ |
| Мавзуна Чорієва | Більше 60 кг |                    | Дун Чен Перемога 13-8 | Кеті Тейлор Поразка 9-17 |                    |